# Tom Hunting

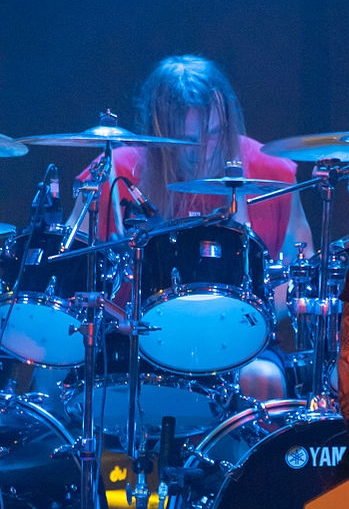
Tom Hunting 2012 am Schlagzeug von Exodus

Tom Hunting (* 11. April 1965) ist ein US-amerikanischer Schlagzeuger, der vor allem für seine Arbeit mit der Thrash-Metal-Band Exodus bekannt wurde. Er war auch für Angel Witch, I4NI, IR8, Sexoturica, Piranha und Repulsa tätig.

## Werdegang
Hunting und Holt sind die einzig verbliebenen Gründungsmitglieder von Exodus; Hunting war in der Anfangszeit der Band auch deren Sänger. Er spielte Schlagzeug auf Bonded by Blood, Pleasures of the Flesh und Fabulous Disaster. 1989 verließ er die Band wegen einer Krankheit und wurde durch John Tempesta ersetzt. 1997 stieß er erneut zur Band, verließ diese 2004 wieder, als ein Nervenleiden seine Spielfähigkeit beschränkte. Der Wiedereinstieg wurde ihm jedoch offengehalten, und Hunting spielt seit 2007 wieder für Exodus.
Seit der Wiedervereinigung der Band spielte Hunting auf folgenden Alben: Tempo of the Damned, The Atrocity Exhibition – Exhibit A, Let There Be Blood, Exhibit B: The Human Condition und Blood In, Blood Out.
Im April 2021 gab Tom Hunting bekannt, an Plattenepithelkrebs im Magen erkrankt zu sein. Die Band verschob daraufhin ihr neues, bereits aufgenommenes Album Persona Non Grata. Im Juli 2021 gab Hunting bekannt, auf dem Weg der Besserung zu sein.

## Equipment
Drums (Yamaha)
- 22" × 17" Oak Custom Bass Drum
- 10" × 8" Oak Custom Tom Tom
- 12" × 9" Oak Custom Tom Tom
- 16" × 16" Oak Custom Floor Tom
- 18" × 16" Oak Custom Floor Tom
- 14" × 6.5" Yamaha Maple Snare Drum

Cymbals (Meinl)
- 14" Mb8 Medium Hi-Hats (Left)
- 14" Soundcaster Custom Medium Hi-Hat (right)
- 08" Soundcaster Custom Splash
- 12" Soundcaster Custom Splash
- 16" Mb8 Medium Crash
- 17" Mb8 Medium Crash
- 18" Mb8 Medium Crash
- 17" Mb10 China
- 22" Mb20 Heavy Bell Ride